# Spargania prospicuata
Spargania prospicuata là một loài bướm đêm trong họ Geometridae.